# São Domingos de Ana Loura
São Domingos de Ana Loura es una freguesia portuguesa del concelho de Estremoz, con 16,33 km² de superficie y  habitantes (2001). Su densidad de población es de 26,7 hab/km².